# Байтил

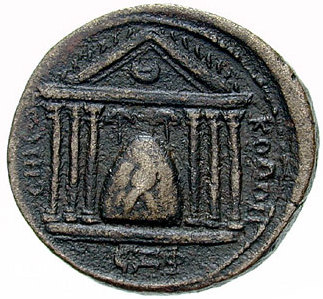
Эмесский храм бога Элагабала с байтилом по центру. Римская монета, III век

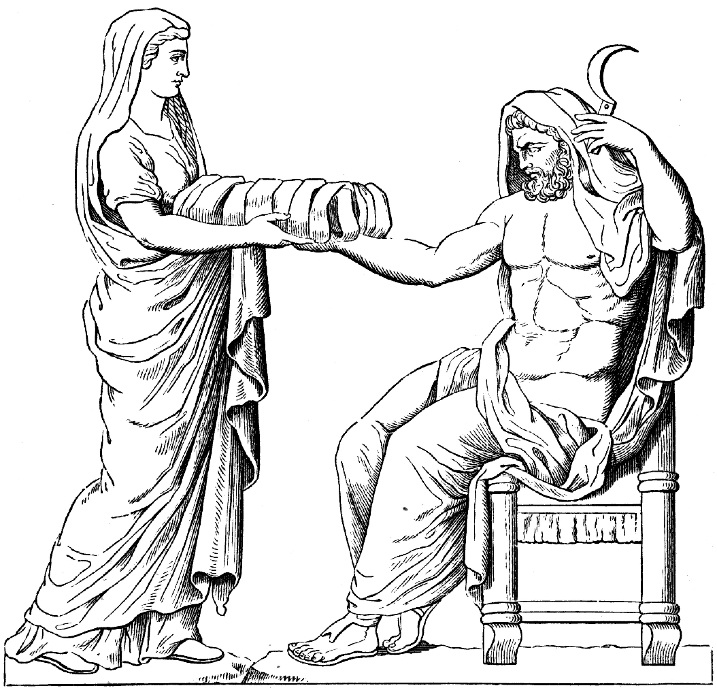
Рея даёт Крону запеленованный камень

Ба́йтил (Бетил, Байти́лий) — в Древней Греции камень-фетиш, считавшийся обиталищем божества.
Слово имеет семитское происхождение, и сам культ происходит с Ближнего Востока. По книге Бытия (Быт. 28:18), после сна о лестнице в небо Иаков возлил елей на камень, который лежал у него в изголовье, и объявил это место Домом Божьим («Бейт Эль», в синодальном переводе — «Вефиль», ср. «байтил»). Аналог в мусульманской традиции — Кааба в Мекке.
В Древней Греции был наиболее почитаем омфал — байтил близ храма Аполлона в Дельфах; он считался тем самым камнем, который Кронос проглотил вместо младенца Зевса. В Риме эпохи императоров почитался камень в честь Матери всех богов. Финикийско-карфагенский культ байтилов сохранялся в Северной Африке и после принятия христианства; с гневом упоминает об этом святой Августин.